# Sphenarina ezogremena
Sphenarina ezogremena är en armfotingsart som beskrevs av Zezina 1981. Sphenarina ezogremena ingår i släktet Sphenarina och familjen Frieleiidae. Inga underarter finns listade i Catalogue of Life.